# يان روس (كاتب مسرحي)
يان روس هو كاتب مسرحي كندي، ولد في 8 أبريل 1968 في McCreary, Manitoba ‏ في كندا.